# Take a Break
Take a Break is het vierde studioalbum van de Amerikaanse punk- en coverband Me First and the Gimme Gimmes. Het album werd op 1 juli 2003 uitgegeven op vinyl en cd via Fat Wreck Chords, het platenlabel van bassist Fat Mike. Het album bevat covers van R&B-nummers.

## Nummers
1. "Where Do Broken Hearts Go" (Whitney Houston) - 2:30
2. "Hello" (Lionel Richie) - 2:18
3. "End of the Road" (Boyz II Men) - 3:00
4. "Ain't No Sunshine" (Bill Withers) - 1:44
5. "Nothing Compares 2 U" (The Family) - 2:41
6. "Crazy" (Seal) - 3:08
7. "Isn't She Lovely" (Stevie Wonder) - 2:25
8. "I Believe I Can Fly" (R. Kelly) - 3:01
9. "Oh Girl" (The Chi-Lites) - 1:58
10. "I'll Be There" (The Jackson 5) - 2:07
11. "Mona Lisa" (Nat King Cole) - 2:50
12. "Save the Best for Last" (Vanessa L. Williams) - 2:05
13. "Natural Woman" (Aretha Franklin) - 2:37

## Band
- Spike Slawson - zang
- Chris Shiflett - gitaar
- Joey Cape - slaggitaar
- Fat Mike - basgitaar
- Dave Raun - drums